# Мочерний Степан Васильович
Моче́рний Степа́н Васи́льович (1 січня 1943  — 30 липня 2005 , Київ ) — український економіст, доктор економічних наук, професор. Автор значної кількості статей в проекті «Економічна енциклопедія».

## Біографічні відомості
Мочерний Степан Васильович народився 1943 року у с. Заріччя, Івано-Франківська область.
Кандидатську дисертацію «Сутність та еволюція капіталістичної власності» захистив у 1973 р., докторську — «Сучасний державно-монополістичний капіталізм. Питання теорії та методології дослідження» — у 1980 р. в Ленінградському університеті.
У 1970 р. закінчив економічний факультет Київського державного університету ім. Т. Г. Шевченка (нині — Київський університет ім. Тараса Шевченка), і цього ж року вступив до аспірантури КДУ. Після захисту кандидатської дисертації працював асистентом кафедри політичної економії обліково-економічних факультетів Київського інституту народного господарства (нині — Київський національний економічний університет ім. Вадима Гетьмана); через рік — старшим викладачем, з 1978 р. — на посаді доцента цієї ж кафедри, з 1981 р. — на посаді професора. В 1986 р. перейшов працювати в Київський державний університет ім. Т. Г. Шевченка на посаді професора на кафедру природничих факультетів. У 1988 р. обраний завідувачем кафедри політичної економії Львівського державного університету ім. І. Я. Франка і працював на цій посаді протягом 10 років. З 1998 р. працював в Тернопільському економічному університеті професором кафедри менеджменту. Помер 30 липня 2005 р. в м. Києві.

## Основні напрямки наукових досліджень
Питання методології економічного, в тому числі політекономічного дослідження; еволюція основних типів і форм власності; сучасний державно-корпоративний (у тому числі монополістичний) капіталізм; сутність економічного, в тому числі народного й національного суверенітету України та шляхи його досягнення; найважливіші типи і групи економічних законів, що діють у межах однієї та кількох економічних систем; державне регулювання економіки; процеси інтернаціоналізації національних економічних систем; основний економічний закон, основна економічна суперечність і основне виробниче відношення в різних суспільно-економічних формаціях; становлення та розвиток народної економіки у розвинутих країнах світу; теорії та концепції економічної системи капіталізму на різних етапах її розвитку. Під час роботи у Львівському державному університеті здійснював керівництво і розробляв тему «Економічний суверенітет України та шляхи його досягнення».

## Основні результати наукових досліджень
У сфері методології вперше у світовій економіко-філософській літературі обґрунтовано:
1. положення, що основною формою конкретизації принципу суперечності (тобто гносеологічної функції закону єдності і боротьби суперечностей) в економічному дослідженні є боротьба між матеріально-речовим змістом і суспільною формою; іншими похідними формами принципу суперечності є боротьба між матеріально-речовим змістом і організаційно-економічною формою, між самими суспільними формами;
2. що продуктивним силам притаманні не одна суспільна форма розвитку або їх гальмування (відносини економічної власності), а й техніко-економічна (техніко-економічні відносини), організаційно-економічна форма (організаційно-економічні відносини) та економічна форма (єдність відносин економічної власності, техніко-економічних та організаційно-економічних відносин);
3. розкрито специфічні форми конкретизації в економічному, в тому числі політекономічному, дослідженні закону кількісно-якісних змін, закону заперечення заперечення;
4. аргументована методологія короткого, розгорнутого і повного визначень та використано її при пізнанні багатьох складних економічних явищ і процесів;
5. дано системний виклад наукового використання принципів матеріалізму, історизму, об'єктивності та інших, а також категорій діалектики (сутність і явище, причина і наслідок, зміст і форма, кількість і якість, загальне-особливе-одиничне) при дослідженні сучасних економічних систем;
6. дається нове обґрунтування закону синергії та використання синергісного підходу в економічному дослідженні;
7. комплексно розкривається структура методології економічного дослідження; 8) досліджується структура економічних законів (та їх розвиток) і категорій.

У сфері теорії вперше у світовій економічній літературі:
1. виокремлюються кількісна і якісна сторони економічної власності та визначається їх структура;
2. в межах власності як соціологічної категорії виділяється соціальний, правовий, політичний і національний аспекти та дається їх характеристика;
3. обґрунтовується низка нових економічних законів (відносної рідкісності ресурсів, Вернадського, зростання екологічних потреб, інтернаціоналізації виробництва, інтернаціоналізації обігу, мілітаризації, монополізації виробництва, одержавлення економіки, Подолинського, прискореного розвитку економічних систем, соціалізації, суспільного поділу праці, Туган-Барановського, закони розвитку людини, людини економічної, робочої сили, людини соціальної). Крім того, дано сутнісно нове трактування більшості відомих економічній науці законів (вартості, зростання потреб, єдності праці та власності та ін.);
4. системно обґрунтована найдосконаліша модель розвитку економічних систем — модель народної економіки;
5. системно розмежовується предмет економічної теорії та політекономії і дано їх поглиблене визначення з урахуванням методології короткого, розгорнутого і повного визначень;
6. обґрунтовується низка нових економічних понять і категорій (економічний спосіб виробництва, управління економічною власністю, інтегрована капіталістична власність, відтворення економічної системи, відтворення господарського механізму та ін.);
7. дано політико-економічне визначення і характеристика більшості економічних категорій (в тому числі, кредит, безробіття, зайнятість, робоча сила, ринок праці, держава, людина та ін.), а також досліджено їх розвиток в процесі еволюції економічних систем;
8. найповніше розкрито основні теоретико-методологічні, ідеологічні та практичні відмінності між політичною економією і економікс;
9. запропоновано нову класифікацію економічних законів, монополій, економічної системи, продуктивних сил та ін.
10. дано чітке розмежування між економічними і виробничими відносинами і відносинами економічної власності, а також між товарними відносинами;
11. дано поглиблений критичний аналіз поглядів багатьох західних економістів, в тому числі К. Маркса;
12. доведено, що основним виробничим відношенням у всіх економічних системах є власність на засоби виробництва у сфері безпосереднього виробництва; на нижчій стадії капіталізму — промисловий капітал, який відокремився від торговельного та грошового (тобто продуктивний капітал), на вищій стадії — фінансовий капітал;
13. по-новому розкрито структуру взаємозв'язків між основним економічним законом основною суперечністю та основним виробничим відношенням, а також сутність перших двох складових у всіх суспільно-економічних формаціях та їх еволюцію на різних етапах розвитку капіталізму;
14. розкрито сутність державно-монополістичного капіталізму з урахуванням вимог принципу суперечності;
15. дано чітке розмежування ринку робочої сили і ринку праці з урахуванням міжнародної класифікації вартості робочої сили;
16. обґрунтовано концептуальне визначення економічного суверенітету і залежно від структури економічної системи комплексно проаналізовано сутність незалежності та економічної безпеки продуктивних сил, технологічного способу виробництва та інших мегасистем і підсистем цієї (економічної системи);

Створив наукову школу теорії власності та методології економічного дослідження.
Автор близько 3000 наукових робіт, у тому числі 65 монографій, підручників і посібників з економічної теорії, політичної економії, основ підприємницької діяльності та ін., серед яких 15 індивідуальних монографій та 20 колективних.
Відповідальний редактор і автор більше 1000 статей першої в Україні «Економічної енциклопедії» в 4-х томах (2000—2002).
Підготував п'ятдесят два кандидати та три доктори наук.
Творчий доробок професора Мочерного С. В. не залишає байдужими тих, хто вивчає економічну теорію, а також відомих вчених, які друкують відгуки та рецензії на його праці у провідному економічному журналі «Економіка України». Щодо змісту наукових праць Степана Васильовича, то вони відбивають широке коло творчих пошуків вченого, його вельми високий інтелектуальний рівень, науковий смак і інтеліґентність. Без вивчення широкого наукового доробку С. В. Мочерного важко уявити все багатство української економічної науки.

## Основні монографії вченого
- Современный государственно-монополистический капитализм: Вопросы методологии. — К.: Вища шк., 1978. — 10,4 друк. Арк.;
- Сущность и эволюция капиталистической собственности. — М.: Мысль, 1978. — 10,4 друк.арк.;
- Критика антимарксистских теорий государственной собственности. — К.: Политиздат Украины, 1979. — 9,0 друк. арк.;
- Современный государственно-монополистический капитализм. — Братислава, 1981. — 10,3 друк. арк.;
- Концепции государственно-монополистического капитализма. — М.: Мысль, 1982. — 10,6 друк. арк.;
- Основное противоречие капитализма в экономической системе империализма. — К.: Вища шк., 1984. — 10,1 друк. арк.;
- Закон огосударствления капиталистической экономики. — К.: Вища шк., 1988. — 13,7 друк. арк.;
- Противоречия современного капиталистического производства. — Братислава, 1988. — 18,7 друк. арк.;
- Економічний суверенітет України та шляхи його досягнення. — К.: Віпол, 1994. — 13,2 друк. арк.;
- Методологія економічного дослідження. — Львів: Світ, 2001. — 21,84 друк. арк.; Економічна теорія. Київ. Академія, 2003. — 34,44 друк. арк..
- Мочерний С. В., Ларіна Я. С., Фомішин С. В. Світове господарство в умовах глобалізації. — К. : Ніка-Центр, 2006. — 200 с.

## «Економічна енциклопедія»
Вінцем активної наукової й викладацької роботи С. В. Мочерного є перша за всю історію України трьохтомна економічна енциклопедія (Економічна енциклопедія: У трьох томах / Редкол.: С. В. Мочерний (відп. ред) та ін. — К.: Видавничий центр «Академія», 2000—2002), значна частина вельми змістовних статей якої написана відповідальним редактором. Останній, третій том, вийшов напередодні ювілею Степана Васильовича. В цій праці містяться відомості з майже п'ятдесяти економічних дисциплін. Енциклопедія репрезентує науковий доробок майже 100 докторів наук і понад 200 кандидатів економічних наук з всіх регіонів України, в тому числі автора цих рядків. В роботі над енциклопедією брали участь вчені Росії, Німеччини, США, Югославії.

## Основна література про вченого
- Мочерний Степан Васильович // Провідні вчені Західного регіону України (Економіка та право): Довідк. вид. / Редкол.: відп. ред. акад. НАН України М. І. Долішній та ін. — Львів, 2003. — С. 135—137.
- Вчені Тернопільської академії народного господарства. Тернопіль «Економічна думка» 2003. — С. 75 — 77.,
- Особистості нашої науки. журнал Трибуна № 9/10 2003. — С. 2,
- Видатний діяч української економічної науки і журнал «Схід» № 1 (51) 2003, С.96;
- Інтерв'ю з професором Мочерним Степаном Васильовичем. Львів, «Письменник» 2003 р. С. 95;
- Відомий вчений-економіст. До 60-ти річчя. С. В. Мочерного Економіка України № 2 2003.